# Distretto di Wang Saphung
Il distretto di Wang Saphung (in thailandese: วังสะพุง) è un distretto (amphoe) della Thailandia, situato nella provincia di Loei.